# Zalesie (Rzeszów)
Zalesie – część Rzeszowa, dzielnica niestanowiąca jednostki pomocniczej gminy, włączona do miasta w 1977 roku. Wysunięta jest na południowo-wschodni kraniec Rzeszowa. Jej obszar wchodzi w skład Osiedla Zalesie, będącego jednostką podziału administracyjnego miasta. 

## Historia
Badania archeologiczne na obszarze Zalesia wykazały ślady prehistorycznego osadnictwa oraz cmentarzysko z okresu wpływów rzymskich. Obok Białej i Pobitna Zalesie jest jedną z najstarszych osad w okolicy Rzeszowa i sięga czasów księstwa halicko-włodzimierskiego, czego ślad stanowiło zamieszkanie tych miejscowości w znacznym stopniu przez ludność greckokatolicką jeszcze na początku XX w. Pierwsza wzmianka pisana o Zalesiu (Zalesse) pochodzi z roku 1400. W 1404, gdy Władysław Jagiełło uzyskał dobra tyczyńskie kosztem swej późniejszej żony Elżbiety z Pilczy, Zalesie nadal jeszcze występuje jako ośrodek okręgu, czyli dawnej wołości - tę rolę administracyjną przejął po nim lokowany w 1368 Tyczyn jako siedziba klucza dóbr. W epoce jagiellońskiej Zalesie wchodziło przeważnie w skład majątku Pileckich, choć należało także od 1423 dożywotnio do przywódcy husyckiego Jana z Jičína. Początkowo, do przełomu XV–XVI w., stanowiło wysuniętą na północny zachód rubież ziemi sanockiej województwa ruskiego, zostało jednak włączone z inicjatywy Pileckich w obręb ziemi przemyskiej.

## Instytucje i infrastruktura
Odległość od ścisłego centrum Rzeszowa wynosi ok. 3 km. Dociera tu kilka linii autobusowych komunikacji miejskiej. W dzielnicy dominuje zabudowa jednorodzinna (większość domów wybudowanych w latach 80. i 90. XX wieku), nie brakuje też zabytkowych domów, niegdyś należących do Matysówki. Na Zalesiu znajduje się Szkoła Podstawowa nr 24, dwa instytuty Uniwersytetu Rzeszowskiego oraz akademiki "Hilton" i "Merkury". Obecność Uniwersytetu Rzeszowskiego na osiedlu sięga lat 1968–1973, gdy powstały budynki wydziału zamiejscowego Akademii Rolniczej im. Hugona Kołłątaja w Krakowie. Wydział zainaugurował działalność w roku akademickim 1973/1974.
Od 1931 r. działa klub sportowy LKS Zimowit Rzeszów. Jest tu duży park ze starymi dębami i boiskiem klubu Zimowit.
Do głównych ulic Zalesia zaliczają się: ul. Łukasiewicza, ul. Sasanki, ul. Zimowit, ul. Kiepury, ul. Wieniawskiego oraz ul. Robotnicza.
Na terenie Zalesia znajduje się Sanktuarium Wniebowzięcia Najświętszej Maryi Panny.